# المعهد المتعدد الوظائف للعلوم المتقدمة (فرنسا)
المعهد المتعدد الوظائف للعلوم المتقدمة (بالفرنسية: Institut polytechnique des sciences avancées)‏ أو معهد البوليتكنيك للعلوم المتقدمة (IPSA) هو مدرسة دراسات عليا فرنسية الخاصة في هندسة الفضاء تقع في إيفري سور سين وتولوز ، معترف بها من قبل الدولة الفرنسية منذ عام 2010 ، وقد تم اعتماد دبلوم من قبل لجنة الألقاب الهندسية الفرنسية منذ عام 2011. تأسس عام 1961.

## الموقع
المعهد في الأصل موجودة في باريس، وأيضاً في تولوز